# Allsvenskan 2019
De Allsvenskan 2019 was het 95ste seizoen in de hoogste afdeling van het Zweedse voetbal, die werd opgericht in 1924. Het seizoen begon op 31 maart en eindigde op zondag 3 november 2019.
Djurgården onttroonde AIK als kampioen. Voor de ploeg onder leiding van trainer-coach Kim Bergstrand was het de twaalfde landstitel in de historie. Djurgården stelde de titel veilig tijdens de spannende 30ste speelronde. Tegen IFK Norrköping had de ploeg aan een punt genoeg. Djurgården kwam in de eerste helft met 2-0 achter te staan, maar door doelpunten van Jesper Karlström en Mohamed Buya Turay pakte het alsnog het benodigde punt.
GIF Sundsvall en AFC Eskilstuna degradeerden rechtstreeks. Hun plekken worden volgend seizoen ingenomen door Mjällby AIF en Varbergs BoIS. Kalmar FF handhaafde zich na het spelen van play-offs om lijfsbehoud. Over twee wedstrijden was die ploeg te sterk voor IK Brage, de nummer drie van de Superettan.
In de 240 gespeelde wedstrijden in de Allsvenskan werd in totaal 650 keer gescoord, goed voor een gemiddelde van 2,71 doelpunt per wedstrijd. De topscorerstitel ging dit seizoen naar Mohamed Buya Turay van Djurgården. Hij scoorde vijftien keer.

## Eindstand
| №  | Club            | WG | W  | G  | V  | DV | DT | +/– | Punten |
| -- | --------------- | -- | -- | -- | -- | -- | -- | --- | ------ |
| 1  | Djurgården      | 30 | 20 | 6  | 4  | 53 | 19 | +34 | 66     |
| 2  | Malmö FF        | 30 | 19 | 8  | 3  | 56 | 16 | +40 | 65     |
| 3  | Hammarby IF     | 30 | 20 | 5  | 5  | 75 | 38 | +37 | 65     |
| 4  | AIK             | 30 | 19 | 5  | 6  | 47 | 24 | +23 | 62     |
| 5  | IFK Norrköping  | 30 | 16 | 9  | 5  | 54 | 26 | +28 | 57     |
| 6  | BK Häcken       | 30 | 14 | 7  | 9  | 44 | 29 | +15 | 49     |
| 7  | IFK Göteborg    | 30 | 13 | 9  | 8  | 46 | 31 | +15 | 48     |
| 8  | IF Elfsborg     | 30 | 11 | 10 | 9  | 44 | 45 | –1  | 43     |
| 9  | Örebro SK       | 30 | 9  | 6  | 15 | 40 | 56 | –16 | 33     |
| 10 | Helsingborgs IF | 30 | 8  | 6  | 16 | 29 | 49 | –20 | 30     |
| 11 | IK Sirius FK    | 30 | 8  | 5  | 17 | 34 | 51 | –17 | 29     |
| 12 | Östersunds FK   | 30 | 5  | 10 | 15 | 27 | 52 | –25 | 25     |
| 13 | Falkenbergs FF  | 30 | 6  | 7  | 17 | 25 | 62 | –37 | 25     |
| 14 | Kalmar FF       | 30 | 4  | 11 | 15 | 22 | 47 | –25 | 23     |
| 15 | GIF Sundsvall   | 30 | 4  | 8  | 18 | 31 | 50 | –19 | 20     |
| 16 | AFC Eskilstuna  | 30 | 4  | 8  | 18 | 23 | 55 | –32 | 20     |

- Landskampioen Djurgården plaatst zich voor de UEFA Champions League 2020/21  (eerste kwalificatieronde).
- Malmö FF en Hammarby IF plaatsen zich voor de voorronde van de UEFA Europa League 2020/21.
- GIF Sundsvall en AFC Eskilstuna degraderen rechtstreeks naar Superettan.
- Mjällby AIF en Varbergs BoIS promoveren naar de Allsvenskan.
- Kalmar FF handhaafde zich na het spelen van play-offs om promotie/degradatie tegen IK Brage, de nummer drie uit de Superettan.

## Play-offs

### Promotie/degradatie
|                      |          |                        |           |                                                                                   |
| 6 november 19:00 uur | IK Brage | 0-2                    | Kalmar FF | Domnarvsvallen, Borlänge Toeschouwers: 3.554 Scheidsrechter: Martin Strombergsson |
| 6 november 19:00 uur |          | Herrem 24' Fröling 61' |           | Domnarvsvallen, Borlänge Toeschouwers: 3.554 Scheidsrechter: Martin Strombergsson |

|                       |                        |     |                        |                                                                               |
| 10 november 14:45 uur | Kalmar FF              | 2-2 | IK Brage               | Guldfågeln Arena, Kalmar Toeschouwers: 6.218 Scheidsrechter: Mohamed Al-Hakim |
| 10 november 14:45 uur | 24' Aliti 61' Hallberg |     | Morsay 88' Kouakou 90' | Guldfågeln Arena, Kalmar Toeschouwers: 6.218 Scheidsrechter: Mohamed Al-Hakim |

## Statistieken

### Topscorers
- In onderstaand overzicht zijn alleen de spelers opgenomen met tien of meer treffers achter hun naam.

| №  | Speler               | Club           | Goals | Pen. | Duels | Gem  |
| -- | -------------------- | -------------- | ----- | ---- | ----- | ---- |
| 1  | Mohamed Buya Turay   | Djurgården     | 15    | 0    | 29    | 0,52 |
| 2  | Robin Söder          | IFK Göteborg   | 14    | 0    | 27    | 0,52 |
| 3  | Muamer Tankovic      | Hammarby IF    | 14    | 2    | 28    | 0,50 |
| 4  | Markus Rosenberg     | Malmö FF       | 13    | 1    | 27    | 0,48 |
| 5  | Nikola Djurdjic      | Hammarby IF    | 13    | 1    | 27    | 0,48 |
| 6  | Carlos Strandberg    | Örebro SK      | 11    | 2    | 20    | 0,55 |
| 7  | Henok Goitom         | AIK            | 11    | 0    | 30    | 0,37 |
| 8  | Jordan Larsson       | IFK Norrköping | 11    | 0    | 16    | 0,69 |
| 9  | Paulinho             | BK Häcken      | 11    | 2    | 21    | 0,52 |
| 10 | Tarik Elyounoussi    | AIK            | 11    | 0    | 28    | 0,39 |
| 11 | Alexander Kacaniklic | Hammarby IF    | 10    | 0    | 25    | 0,40 |
| 12 | Christoffer Nyman    | IFK Norrköping | 10    | 1    | 29    | 0,34 |

### Assists
- In onderstaand overzicht zijn alleen de spelers opgenomen met acht of meer assists achter hun naam.

| № | Speler                 | Club           | Assists | Duels | Gem  |
| - | ---------------------- | -------------- | ------- | ----- | ---- |
| 1 | Darijna Bojanic        | Hammarby IF    | 11      | 29    | 0,38 |
| 2 | Alexander Kacaniklic   | Hammarby IF    | 8       | 25    | 0,32 |
| 3 | Arnór Ingvi Traustason | Malmö FF       | 8       | 27    | 0,30 |
| 4 | Giorgi Kharaishvili    | IFK Göteborg   | 8       | 28    | 0,29 |
| 5 | Henok Goitom           | AIK            | 8       | 30    | 0,23 |
| 6 | Nikola Djurdjic        | Hammarby IF    | 8       | 27    | 0,30 |
| 7 | Sead Haksabanovic      | IFK Norrköping | 8       | 29    | 0,28 |

### Meeste speelminuten
| Naam                 | Club           | Duels | Min.  | Werd in het veld gebracht | Werd van het veld gehaald |
| -------------------- | -------------- | ----- | ----- | ------------------------- | ------------------------- |
| Lucas Hägg Johansson | Kalmar FF      | 30    | 2.700 | 0                         | 0                         |
| Isak Petterson       | IFK Norrköping | 30    | 2.700 | 0                         | 0                         |
| Oscar Jansson        | Örebro SK      | 30    | 2.700 | 0                         | 0                         |

### Nederlanders & Belgen
Onderstaande Nederlandse en Belgische voetballers kwamen in het seizoen 2019 uit in de Allsvenskan.
| Naam          | Club          | Duels | Goals |
| ------------- | ------------- | ----- | ----- |
| Rewan Amin    | Östersunds FK | 22    | 0     |
| Marco Weymans | Östersunds FK | 14    | 0     |

## Djurgårdens IF
Bijgaand een overzicht van de spelers van Djurgårdens IF, die in het seizoen 2019 onder leiding van trainer-coach Kim Bergstrand voor de twaalfde keer de titel opeisten in de hoogste afdeling van het Zweedse voetbal. 
| Naam                     | Wedstrijden | Doelpunten | Assist | Gele kaart | Rode kaart |        |
| Keeper                   | Keeper      | Keeper     | Keeper | Keeper     | Keeper     | Keeper |
| ------------------------ | ----------- | ---------- | ------ | ---------- | ---------- | ------ |
| Per Kristian Bråtveit    | 10          | 0          | 0      | 1          | 0          |        |
| Tommy Vaiho              | 20          | 0          | 0      | 1          | 0          |        |
| Jacob Widell Zetterström | 0           | 0          | 0      | 0          | 0          |        |
| Benjamin Machini         | 0           | 0          | 0      | 0          | 0          |        |
| Verdedigers              |             |            |        |            |            |        |
| Marcus Danielson         | 27          | 4          | 1      | 2          | 0          |        |
| Jacob Une Larsson        | 25          | 2          | 1      | 3          | 0          |        |
| Elliot Käck              | 27          | 0          | 6      | 4          | 0          |        |
| Jonathan Augustinsson    | 16          | 0          | 0      | 3          | 0          |        |
| Aslak Fonn Witry         | 25          | 3          | 6      | 1          | 0          |        |
| Erik Berg                | 11          | 2          | 1      | 4          | 0          |        |
| Johan Andersson          | 1           | 0          | 0      | 0          | 0          |        |
| Alexander Abrahamsson    | 0           | 0          | 0      | 0          | 0          |        |
| Middenvelders            |             |            |        |            |            |        |
| Jesper Karlström         | 28          | 2          | 2      | 9          | 0          |        |
| Kevin Walker             | 21          | 2          | 1      | 0          | 0          |        |
| Haris Radetinac          | 24          | 1          | 1      | 1          | 1          |        |
| Astrit Ajdarević         | 26          | 0          | 1      | 2          | 0          |        |
| Jonathan Ring            | 29          | 7          | 7      | 2          | 0          |        |
| Hampus Finndell          | 3           | 0          | 0      | 0          | 0          |        |
| Edward Chilufya          | 9           | 1          | 0      | 0          | 0          |        |
| Nicklas Bärkroth         | 19          | 3          | 5      | 0          | 0          |        |
| Fredrik Ulvestad         | 30          | 5          | 2      | 3          | 0          |        |
| Curtis Edwards           | 26          | 2          | 3      | 2          | 0          |        |
| Besard Sabovic           | 1           | 0          | 0      | 1          | 0          |        |
| Aanvallers               |             |            |        |            |            |        |
| Emir Kujovic             | 9           | 4          | 3      | 1          | 0          |        |
| Adam Bergmark Wiberg     | 5           | 0          | 1      | 0          | 0          |        |
| Oscar Pettersson         | 2           | 0          | 0      | 0          | 0          |        |
| Mohamed Buya Turay       | 29          | 15         | 2      | 5          | 0          |        |